# Centro geográfico
En  geografía se denomina centro geográfico de una región al centroide de la misma proyectado radialmente sobre la superficie terrestre o el geoide. 
Aunque la definición es clara, precisa y se encuentra respaldada matemáticamente (ver por ejemplo Galperín), existen controversias sobre cómo determinar los centros geográficos de varios países y regiones, discutiéndose si se deben incluir islas, y en caso de incluirlas, si estas deben ser desplazadas hacia el continente haciendo posible construir un modelo único, unido y conectado, en dos dimensiones, de todo el país. 
Una alternativa a la presentes definición de centro geográfico es la de polo de inaccesibilidad, que  es el punto más alejado de los límites del país (mar o sus fronteras sobre el territorio).
Estos métodos pueden dar resultados bastante diferentes pudiendo, en los ámbitos de la Información Geográfica Digital actualmente en uso, usarse diferentes recursos que permiten estos cálculos, como v.centroids, Polygon centroids y muchos otros.

## Algunos centros geográficos significativos
- Centro geográfico de Europa. Hay varias mediciones, las más recientes sitúan el centro geográfico de Europa en la ciudad  de   Pólotsk 55°30′0″N 28°48′0″E / 55.50000, 28.80000. Un pequeño monumento al Centro Geográfico de Europa se estableció en Polotsk el 31 de mayo de 2008.
- Centro geográfico de la península ibérica. Tradicionalmente se ha considerado el  Cerro de los Ángeles como el centro geográfico de la península ibérica, situado en el municipio de Getafe, a unos 10 km al sur de Madrid (España).
- Centro geográfico de la España peninsular. Se encuentra en la Cañada Real (Madrid).
- Centro geográfico de Colombia. Se encuentra en Puerto López, municipio del departamento del Meta a 86 Km de Villavicencio, representado con un Obelisco en el Alto de Menenegua. 4°5′23″ N, 72°57′43″ W
- Centro geográfico de Argentina.  El centro geográfico de la Argentina se encuentra en coordenadas 34°41′56.04″S 64°45′34.92″O / -34.6989000, -64.7597000,[4] ubicado al sur de la provincia de Córdoba, a 10 km al noroeste de Villa Huidobro.
- Centro geográfico de Austria. Se encuentra en las coordenadas 47°35′30.53″N 14°6′3.33″E / 47.5918139, 14.1009250[4] en el estado de Estiria.
- Centro geográfico de Suiza. Se encuentra en Älggi-Alp, una pradera cerca del pueblo Flüeli-Ranft, en la Comuna de Sachseln del cantón de Obwalden.
- Centro geográfico de los Estados Unidos. Se encuentra al norte de Belle Fourche, Dakota del Sur en coordenadas 44°58′1.92″N 103°46′17.44″O / 44.9672000, -103.7715111.[4][5]
- Centro geográfico de Australia. Existen varios sitios propuestos como centro de Australia[6] El  más plausible es el Centro de Gravedad Lambert determinado en 1988 por la Real Sociedad Geográfica de Australasia y confirmado por cálculos independientes.[4] Se ubica en coordenadas 25°36′36.4″S 134°21′17.3″E / -25.610111, 134.354806 y se ha erigido un monumento para marcar el lugar.

## Representación
Diferentes centros geográficos son identificados y materializados sobre el territorio, constituyendo lugares de referencia así como fuentes de visitas de estudio y turismo en general, aun cuando puedan no ser el centro geográfico exacto.

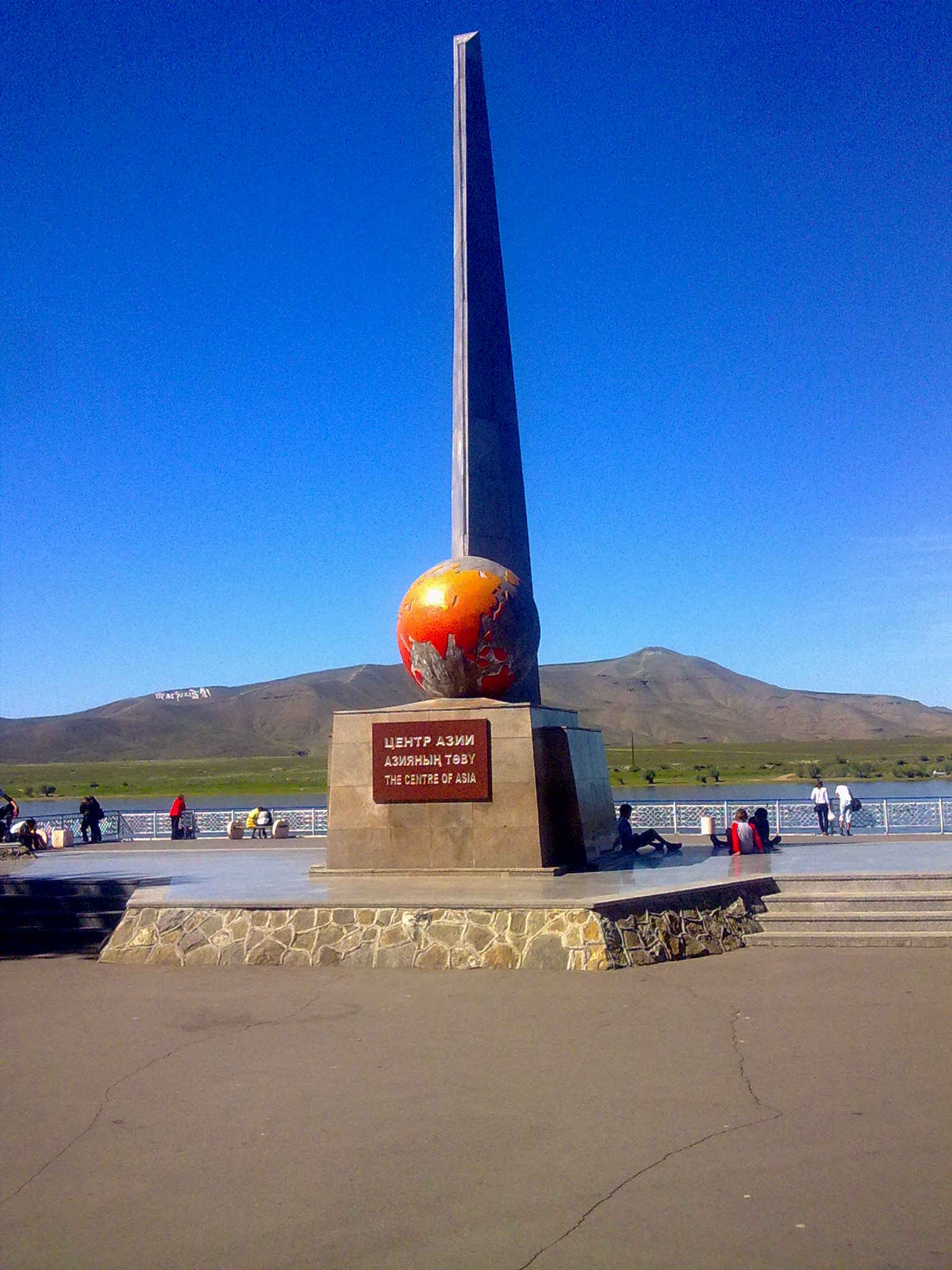
Centro de Asia
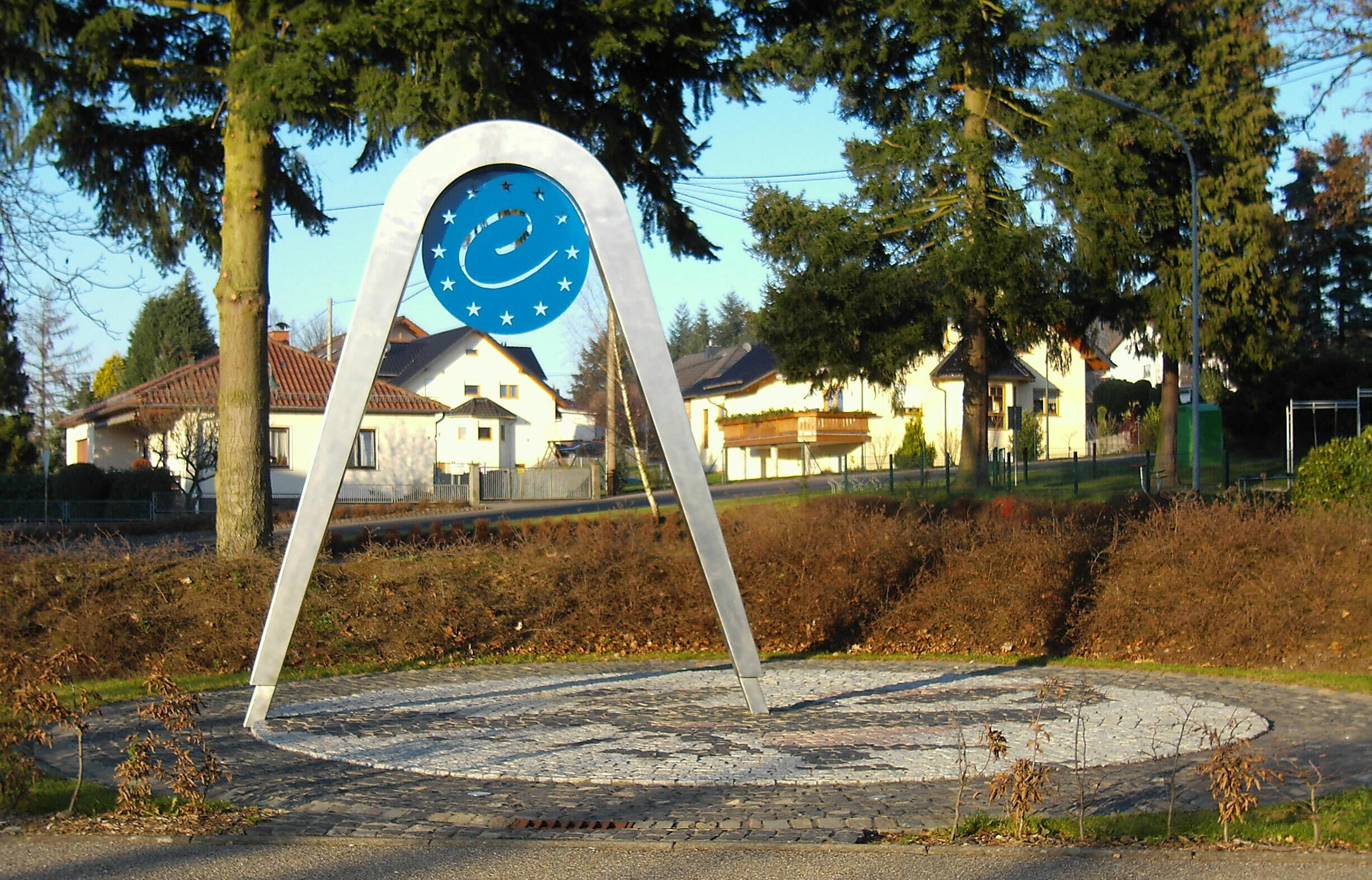
Centro geográfico de la Unión Europea desde el 1 de mayo de 2004 hasta el 31 de diciembre de 2006.
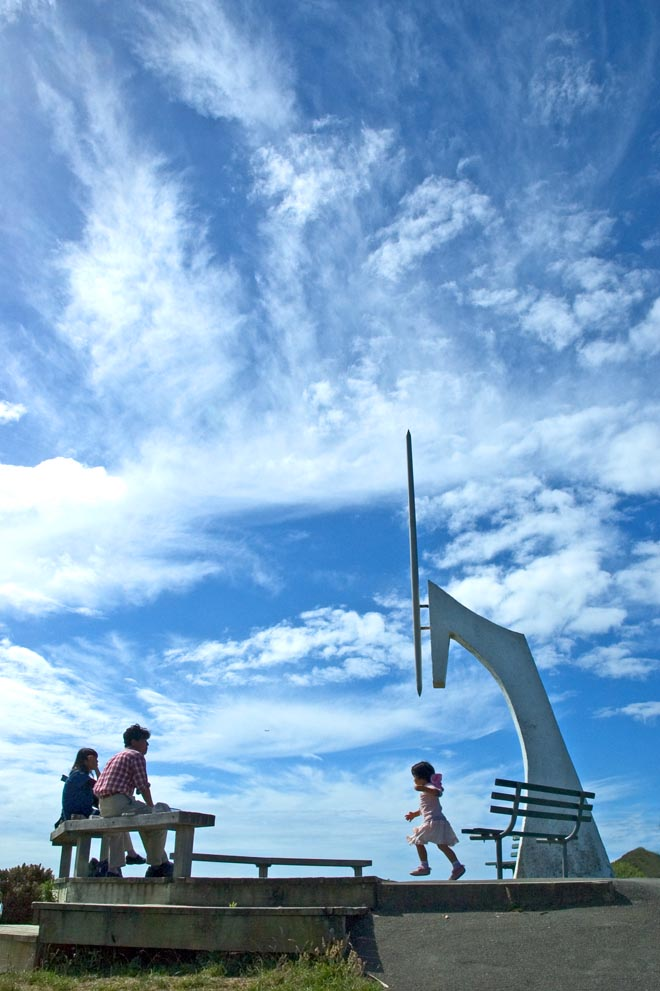
Símbolo del centro de Nueva Zelanda
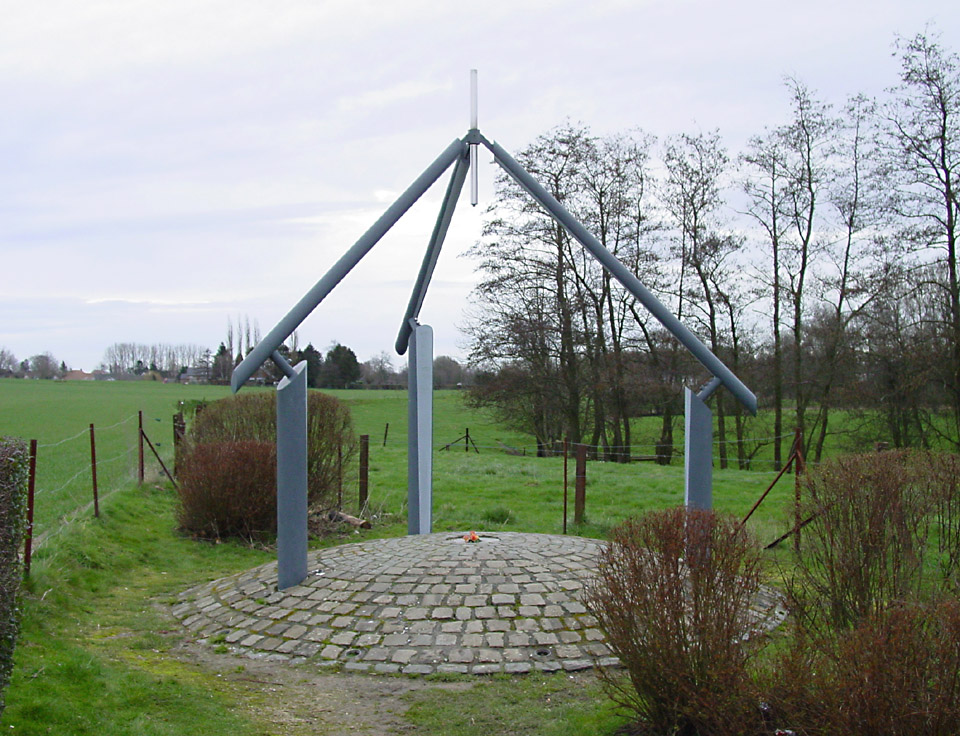
Centro de Bélgica
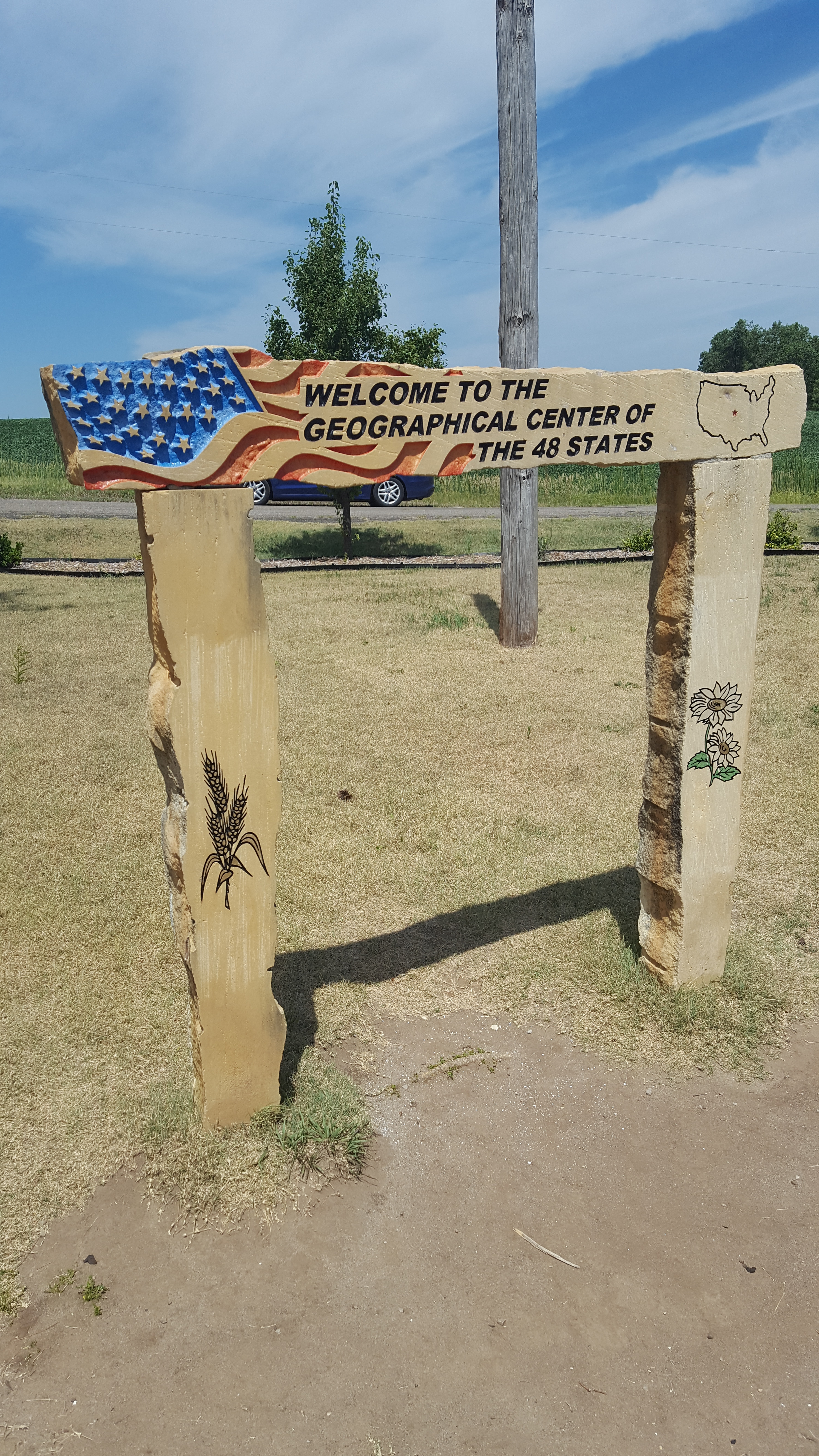
Centro de USA
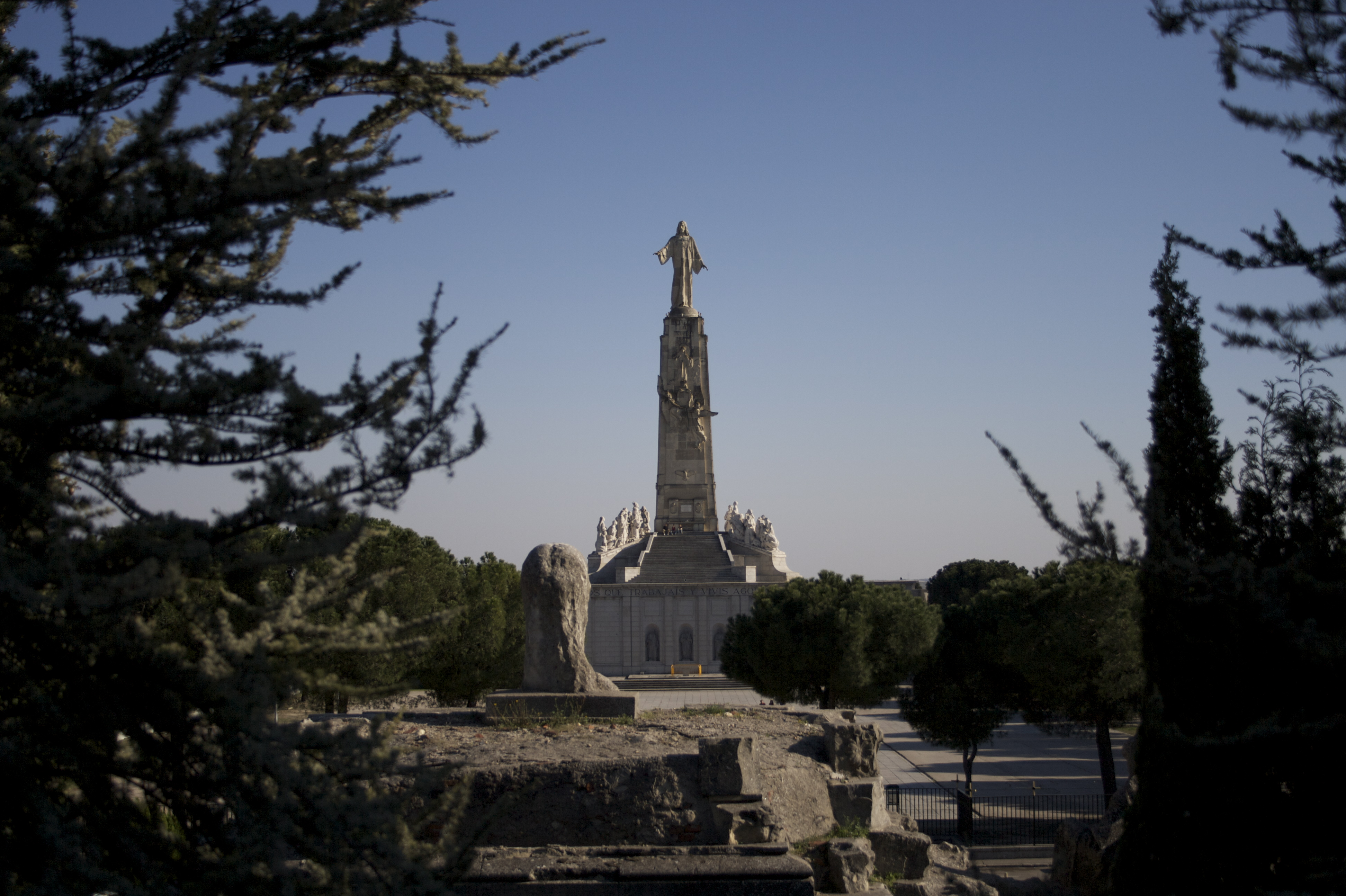
Cerro de los Ángeles (Getafe), centro geográfico de la península ibérica.